# Cartoon One
Cartoon One è stata una casa di produzione italiana con sede a Roma, che produceva e distribuiva serie televisive d'animazione, fondata da Angelo Poggi e Gianluca Bellomo.

## Riconoscimenti
- Cartoons on the Bay 2008 - "Studio dell'anno"
- Cartoon Forum 2008 (IX edizione) - Candidatura Investor/Distributor of the Year (sezione Cartoon Tributes)[1]

## Filmografia
- I Lampaclima e l'isola misteriosa (2006) - per Kinder & Ferrero[2]
- Scuola di vampiri (2007-2009) - 78 episodi di 12 minuti
- Teen Days (2010) - 26 episodi di 26 minuti
- Red Caps (2011) - 26 episodi di 22 minuti